# Rosa Lewis
Rosa Lewis, född 1867, död 1952, var en brittisk kock och hotellägare. Hon ägde The Cavendish Hotel i London och var välkänd under sin tid för sin kokkonst. 
Hon hade en tid under 1890-talet ett förhållande med Edvard VII av Storbritannien. 